# Franciszek Szyszka
Franciszek Szyszka (ur. 10 lipca 1934 w Montigny we Francji) – polski lekkoatleta chodziarz, mistrz Polski.
Na mistrzostwach Europy w 1958 w Sztokholmie zajął 9. miejsce w chodzie na 20 km. Na mistrzostwach Europy w 1962 w Belgradzie zajął 8. miejsce w tej konkurencji.
Był mistrzem Polski w chodzie na 10 km w 1959, w chodzie na 20 km w 1956, 1958, 1960, 1961 i 1962, a także jedynym mistrzem Polski w chodzie na przełaj w 1958, wicemistrzem w chodzie na 30 km w 1954, w chodzie na 10 km w 1955 i w chodzie na 20 km w 1959 oraz brązowym medalistą w chodzie na 30 km w 1955.
Rekord życiowy Szyszki w chodzie na 20 km wynosił 1:33;25,0 (1963).
Był zawodnikiem AZS Gdańsk (do 1958) i Lechii Gdańsk (1959-1963).